# Кордилера де Таламанка
Кордилера де Таламанка е планинска област на територията на Коста Рика и Панама.
Тя е вулканично неактивна, което е рядко срещано сред тихоокеанските планински вериги на Северна Америка. По-голямата част от територията ѝ е включена в международния парк La Amistad, който също е поделен между 2-те държави.
В Кордилера де Таламанка се намира най-високият връх на Коста Рика и Панама – Церо Чирипо, с височина 3818 метра.